# Kan Naoto
Kan Naoto (菅 直人; Hepburn: Kan Naoto; Ube, 1946. október 10. –). japán alkotmányos demokrata politikus, a Demokrata Párt volt elnöke és Japán miniszterelnöke 2010–2011-ben. Koizumi Dzsunicsiró 2006-os lemondása után Kan volt az első japán miniszterelnök, aki több mint egy évet töltött hivatalban; elődei Hatojama Jukio, Aszó Taró, Fukuda Jaszuo és Abe Sinzó mind vagy lemondtak vagy parlamenti választást vesztettek.

## Fiatalkora
Kan Naoto egy üzletember fiaként született Japán déli részén, egy évvel a második világháború után. 1970-ben szerzett diplomát a Tokiói Műszaki Egyetemen, majd polgári aktivista lett.

## Politikai pályája
Három sikertelen próbálkozás után Kant 1980-ban alsóházi képviselőnek választották. Országos ismertséget és tekintélyt a '90-es évek közepén szerzett. Egészségügyi miniszterként elismerte a kormány szerepét egy botrányban, amelyben több ezer beteg fertőződött meg HIV vírussal, és nyilvánosan bocsánatot kért. 1996-ban Hatojama Jukio és Kan megalapították a mai Demokrata Párt előfutárát. 1998-ban az újonnan megalakult Demokrata Párt első elnöke lett. A posztot egy évig birtokolta, de 2002 és 2004 között ismételten pártelnök volt. A 2009-es parlamenti választásokon pártja győzött, s az újonnan alakuló Hatojama-kormányban miniszterelnök-helyettesi széket kapott. 2010 elején az egészségügyi okok miatt lemondott Fudzsii Hirohisza pénzügyminiszter helyére választották.

## Kormányzása
Hatojama Jukio miniszterelnök 2010. június 2-i lemondása után az akkor miniszterelnök-helyettes és pénzügyminiszter Kant tartották a legesélyesebb jelöltnek Hatojama helyére. Június 4-én a várakozásoknak megfelelően a Demokrata Párt őt választotta meg Hatojama utódjául. Ugyanazon a napon a Japán Országgyűlés mindkét háza megerősítette őt a miniszterelnök tisztségében is: a Képviselőházban 477-ből 313, a Tanácsosok Házában 237-ből 123 szavazatot kapott. A pártelnöki, s egyben a kormányfői pozícióért folytatott harcban egyetlen ellenfele Tarutoko Sindzsi alsóházi képviselő volt.
Az alkotmány értelmében a császár, Akihito iktatta be hivatalába. Erre június 8-án került sor.

### Belpolitikája
Egy hónappal megválasztása után, július 11-én, felsőházi választásokra került sor. A Kan vezette Demokrata Párt elvesztette többségét a házban, a legtöbb mandátumot az ellenzéki Liberális Demokrata Párt tudta megszerezni.  A kampány egyik legfontosabb témája az áfa emelése volt; míg az ellenzéki liberális demokraták az áfa megkétszerezése mellett foglaltak állást, addig Kan pártjában eltértek a vélemények. Az emelés szükségességét a választások közeledtével maga Kan is elismerte, ám annak mikéntjéről és a többletbevétel felhasználásáról nem tett világos kijelentést. Az elemzők szerint az egyértelmű nyilatkozat hiánya hozzájárult a vereséghez.
A japán gazdaság 2010 második negyedévében a vártnál kisebb mértékben növekedett, a helyzetet a defláció pedig tovább súlyosbítja. Kan miniszterelnök felszólította a jegybankot, hogy tegyen lépéseket a gazdaság támogatására, de nem írt elő inflációs célt. A japán jen augusztus végén történelmi csúcsra erősödött az amerikai dollárral szemben, ami akadályozza a japán gazdaság fő mozgatórugóját, az exportot.  2010. október 8-án a Kan vezette kormány új gazdasági mentőlépésként egy 5100 milliárd jen nagyságú gazdaságélénkítő csomagot fogadott el.

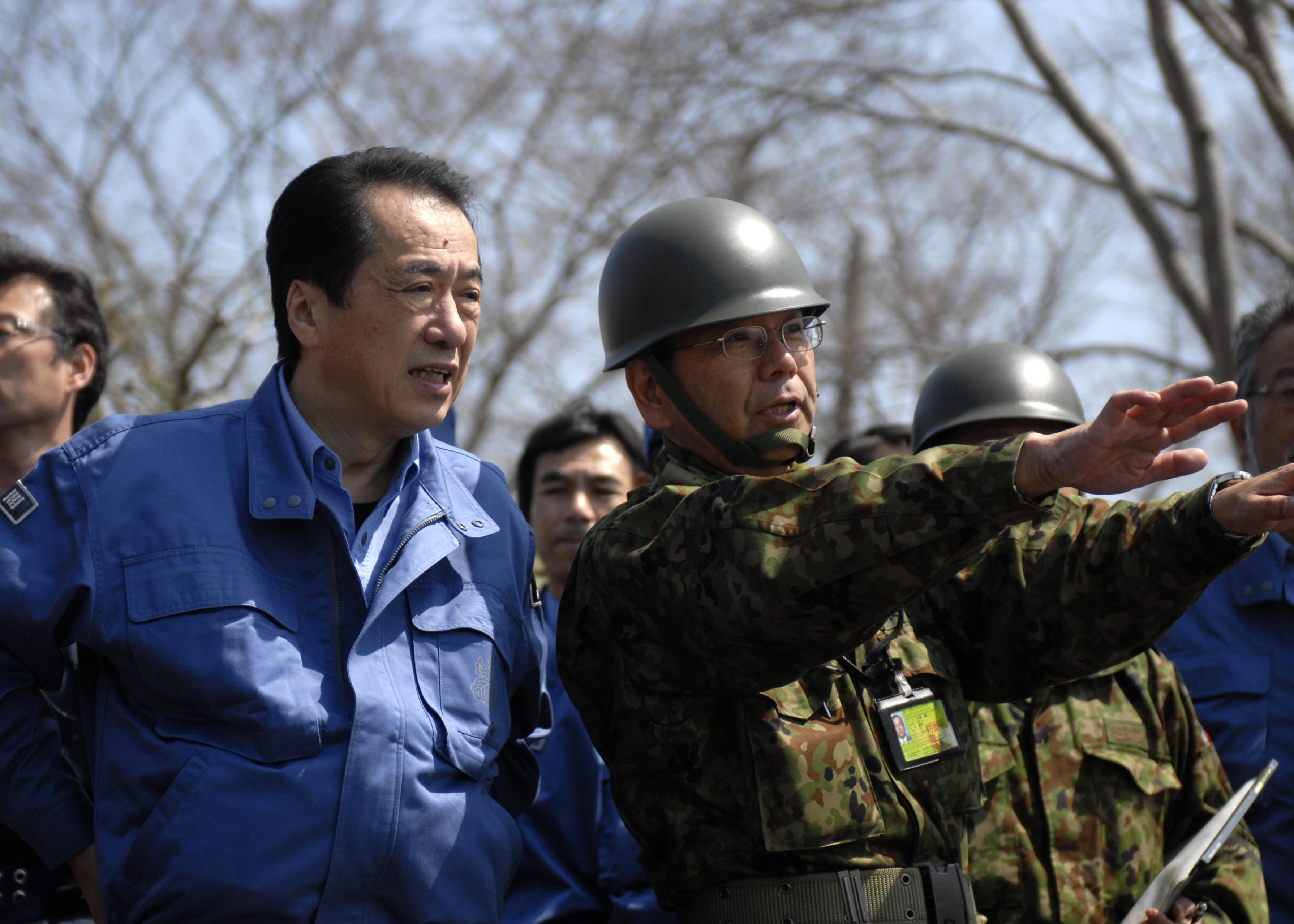
A japán önvédelmi erő tábornoka tájékoztatja a miniszterelnököt a katasztrófa helyszínén

2011. március 11-én Japánt történelmének legerősebb földrengése rázta meg, aminek következtében nukleáris baleset történt a Fukusima I-es atomerőműben. Március 14-i beszédében Kan miniszterelnök kijelentette, hogy az ország a második világháború óta a legnagyobb válsággal néz szembe. A krízis után a japánok kétharmadának nem tetszett, ahogy a kormány azt kezeli.
Kan a 2011. március 11-i katasztrófa után kijelentette, hogy változásokat szeretne Japán energiapolitikájában. Május 10-én visszavonta tavalyi terveit arra, hogy 2030-ig 14 új atomreaktort építsen (így a nukleáris energia a szükségletek 50%-át fedezte volna a fukusimai baleset előtti 30% helyett). Két hónappal később, július 13-án megismételte korábbi kijelentéseit, hogy Japán nem függhet az atomenergiától, mint elsődleges energiaforrástól; a parlamentben pedig azt mondta, hogy módot fog keresni az atomenergia államosítására.
2011. június 2-án az ellenzék által a miniszterelnök ellen benyújtott bizalmatlansági indítvány megbukott; a parlament alsóháza 293-152 arányban elutasította. Korábban saját pártjának több tagja is úgy nyilatkozott (köztük a párt korábbi vezetői, Ozava Icsiró és Hatojama Jukio), hogy támogatni fogják az indítványt, ám végül tartózkodtak vagy ellene szavaztak. Kan mindazonáltal a voksolás előtt kijelentette, hogy a földrengés miatt kialakult krízis megoldása után kész lemondani hivataláról. Mivel nem tudott maradéktalanul megbirkózni a problémákkal, és népszerűsége 20 százalék alá csökkent, 2011. augusztus 26-án bejelentette lemondását.

### Külpolitikája
Korea annektálásának századik évfordulója közeledtével, 2010. augusztus 10-én, Kan bocsánatot kért Dél-Koreától a japán megszállás alatt okozott szenvedésekért és károkért, mondván, hogy a harmincöt éves uralom alatt „a koreai népet megfosztották országuktól és kultúrájuktól, nemzeti büszkeségüket pedig súlyosan megsebezték”. A kiadott közlemény hasonlít arra, amit Murajama Tomiicsi kabinetje adott ki 1995-ben, a második világháború végének ötvenedik évfordulóján, azt azonban Japán korábbi agressziójának összes ázsiai elszenvedőjéhez intézték.

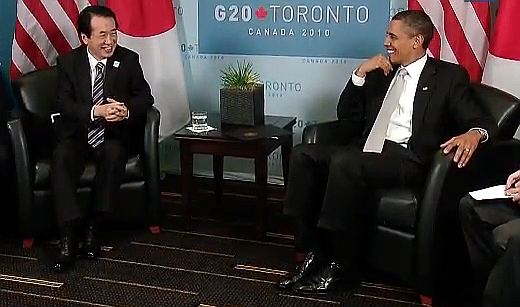
Kan Naoto és Barack Obama megbeszélése a torontói G20-as csúcstalálkozón

Szeptember 14-én a Demokrata Párt az alapszabálya értelmében pártelnöki választásokat tartott. Kan hivatalban lévő elnök ellenfele Ozava Icsiró veterán politikus, a párt korábbi vezetője volt. A választáson, ahol a párt parlamenti és önkormányzati képviselői, nem parlamenti tagok valamint regisztrált szavazók dönthettek a vezető és az alsóházi többségből adódóan egyben az ország miniszterelnökének személyéről is, Kan 729-491 pont arányban legyőzte riválisát, így megőrizhette pozícióját. Az országgyűlési képviselők voksai csaknem egyenlően oszlottak meg a két jelölt között, ám Kan a többi párttag és szavazók döntő többségének támogatását tudta elnyerni (felülkerekedése tükrözte az országos hangulatot: a közvélemény-kutatások alapján Kant a japánok 65%-a, míg Ozavát csupán 17-a támogatta). Győzelme után a régi-új kormányfő kijelentette, hogy tartani fogja magát az amerikai-japán megállapodáshoz az okinavai bázis ügyében, és pártja korábbi választási ígéretével ellentétben nem költöztetik el a támaszpontot Japánból. Három nappal később, szeptember 17-én, Kan átalakította kormányát.
Szeptember 7-én a vitatott hovatartozású Szenkaku-szigetek közelében egy kínai halászhajó a japán partiőrség két őrhajójával ütközött. Japán elfogta a halászhajó teljes legénységét, ami Kína heves tiltakozását váltotta ki. Wen Jiabao kínai miniszterelnök követelése, valamint a high-tech iparban használt ritka földfémek szállításának leállítása után Japán szeptember 24-én elengedte a halászhajó legénységét, Kan kormányfő azonban megtagadta, hogy az ügyben bocsánatot kérjen Kínától, kormányszóvivője pedig felvetette, hogy Kína fizesse ki az őrhajókon keletkezett károk javítását. Kína mindeközben elfogott négy japán állampolgárt azt állítva, hogy illegálisan tartózkodtak egy katonai övezetben. Csaknem egy hónappal az incidenst követően, október 5-én, Kan zárt ajtók mögött találkozott Wen Jiabaóval Belgiumban, majd az ügy végére véglegesen pont került, amikor Peking október 9-én az utolsó japán állampolgárt is szabadon engedte.
Dmitrij Medvegyev orosz államfő 2010. november 1-jén a vitatott hovatartozású, ám orosz fennhatóság alatt álló Kunasir szigetre látogatott. Kan Naoto rendkívül sajnálatosnak nevezte Medvegyev villámlátogatását, és kifejezte a japán kormány azon álláspontját, hogy a négy Kuril-szigetet (a szóban forgó Kunasirt, valamint Iturupot, Sikotant és a Habomai sziklát) Japán állandó részének tekinti.

## A kormányfői poszt után
2012. július 31-én Kan egy olyan ENSZ bizottság tagja lett, amely 2013 első felében javaslatokat fog bemutatni a millenniumi fejlesztési célok 2015 utáni teljesítéséről, főként a szegénységi elleni küzdelem és a fenntartható fejlődés területén.